# Naranjo de Bulnes
Il Naranjo de Bulnes (letteralmente Arancio di Bulnes) è una montagna calcarea di origine paleozoica, alta 2.518 metri e situata nel massiccio centrale dei Picos de Europa, nelle Asturie. Tra gli abitanti della zona è conosciuta sotto il nome di Picu Urriellu, che deriva dalla denominazione in lingua asturiana del massiccio centrale, Los Urrieles. A livello amministrativo il Naranjo de Bulnes si trova nel comune di Cabrales e all'interno del Parco nazionale dei Picos de Europa.
Sebbene non si tratti della montagna più alta della Cordigliera Cantabrica e neppure del massiccio (il Torre Cerredo è alto 2.648 metri), può essere considerata come una delle più note, nonché come una delle cime peculiari dell'alpinismo spagnolo, specialmente per i suoi 550 metri di parete verticale del versante ovest. Ai suoi piedi si trova la Vega Urriellu, una valle di origine glaciale risalente al Quaternario.
Il primo riferimento scritto sul Naranjo de Bulnes si deve all'ingegnere e geologo ispano-tedesco Guillermo Schulz, che nel 1855 disegnò la prima mappa topografica e geologica delle Asturie. In ogni caso l'origine del nome attuale non è chiaro, dato che gli abitanti lo hanno sempre chiamato Picu Urriellu; molto probabilmente deriva dalla tonalità arancione che assume la roccia calcarea sotto i raggi solari.
Il nome trae probabilmente origine dal particolare tipo di roccia molto simile alla buccia di un'arancia, un bellissimo calcare compattissimo a buchi simile alla Marmolada e al Gran Sasso.

## Scalate storiche
La prima scalata fu portata a termine sul suo versante nord (oggi conosciuta come Vía Pidal) il 5 agosto 1904 da Pedro e Gregorio Pidal Bernaldo de Quirós, Marchesi de Villaviciosa delle Asturie accompagnati dal pastore Gregorio Pérez detto “El Cainejo”, proveniente dal villaggio di Caín (León).
Il geologo ed esperto alpinista tedesco Gustav Schultze portò a termine la seconda ascensione dell'Urriellu il 1º ottobre 1906, come nel caso precedente salendo dalla parete nord con la differenza che l'impresa fu eseguita in solitario. La sua discesa avvenuta per la parete sud avvenne con l'ausilio di moschettoni. Nonostante la sua esperienza maturata sulle Alpi Schultze considerò la scalata come difficile pur nella sua brevità.
Il 31 agosto 1916 scalò la montagna, sempre per la stessa via e parete Victor martinez Campillo nativo del vicino paese di Bulnes. In questa occasione usò parzialmente il cordame che i conquistatori del 1904 avevano lasciato dietro di loro durante la loro discesa. L'impresa fu replicata dallo stesso il 22 settembre 1923.
Il 19 agosto 1924 anche Victor Martinez campillo apre una nuova via, si tratta di un percorso più semplice situato alla sinistra del versante meridionale denominata Via Victor.
L'8 agosto 1928, Manuel Martinez Campillo, cugino di Victor, apre una via conosciuta come quella del Paso Horizontal. Questa situata alla destra della facciata sud, divenendo una delle più utilizzate.
Il 13 agosto 1944, Alfonso e Juan, figli di Victor, aprono quella che sarà conosciuta come Via Sud o Diretta dei Martinez, anch'essa molto sfruttata, nonché sicura.
Il 23 marzo 1954, Antonio Moreno, Rafael Pellus, Maximo Serna e Agustin Faus del Grupo de Alta Montaňa de Peñalara tentano la prima scalata "invernale". Il tentativo fallirà per la minaccia di valanghe.
Finalmente l'8 marzo 1956 Angel Landa Bidarte del Grupo Alpino Turista di Baracaldo e Pedro Udaondo del Grupo de Montaña Juventus di Bilbao riescono a conquistare la cima durante l'inverno.
Ultima data da ricordare è quella del 21 agosto 1962 in cui i due alpinisti aragonesi Alberto Rabadá e Ernesto Navarro, riescono ad avere la meglio sulla montagna attraverso la più terribile delle pareti, quella ovest.

## Accesso

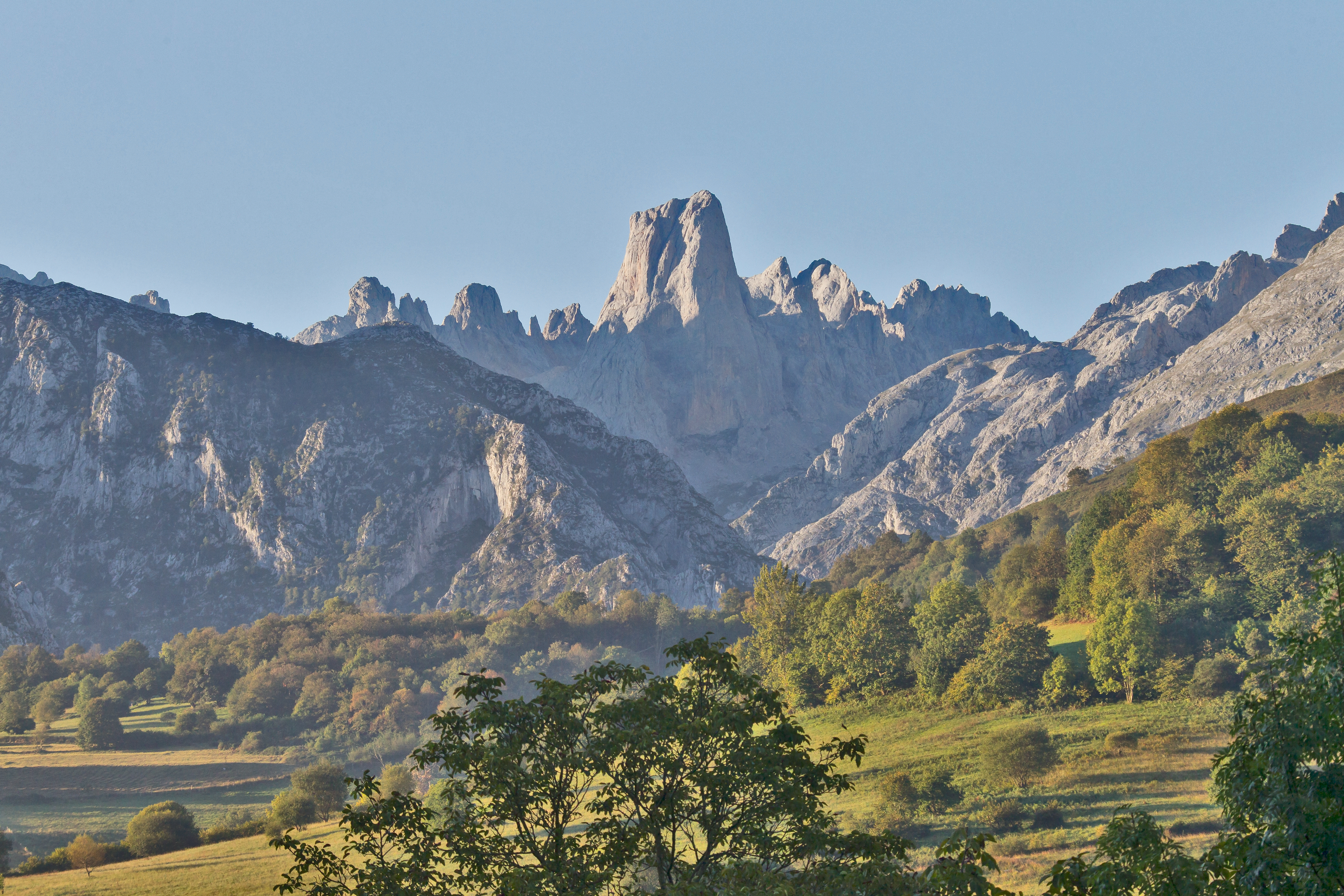
Vista da lontano

Esistono molteplici modi di raggiungere la zona. Probabilmente la più semplice consiste nel partire dal villaggio di Sotres (raggiungibile in automobile), da lì esiste una pista tracciata che si dirige verso gli Invernales de Cabao, dopo si attraversa il fiume Duje e da lì si comincia l'ascensione verso il collado (giogo) de Pandébano dove la pista si riduce ad un sentiero. Una volta sul sentiero bisogna dirigersi verso la majada (stalla) di Terenosa dove c'è l'omonimo rifugio, a partire da quel punto si raggiunge il Collau Vallejo dove il percorso curva a sud dando modo di scorgere la cima. Il tragitto prosegue zigzagando fino ad un pianoro, la Vega Urriellu a quota 1.960 metri dove è posto un altro rifugio che porta anch'esso il nome del luogo dove è situato.

Il collado de Pandébano si può raggiungere anche da Bulnes, ma qui si può arrivare solo con la funicolare oppure mettendo in preventivo un ulteriore tratto di cammino. Da Bulnes per una via molto diretta, attraverso il canal de Balcosin e la majada de Camburero si può con maggiore difficoltà, arrivare alla sopracitata Vega Urriullu.
Da qui gli alpinisti veramente abili possono proseguire sulla roccia fino al vertice.